# بت ستامب
بت ستامب (بالإنجليزية: Bitstamp)‏ هي منصة (بورصة) للعملات المشفرة مقرها في لوكسمبورغ، تأسست في عام 2011، والتي تسمح بالتبادل بين العملات الورقية والبيتكوين والعملات المشفرة الأخرى. وتسمح بعمليات الإيداع والسحب بالدولار الأمريكي واليورو والجنيه الإسترليني والبيتكوين والريبل وإيثريوم ولايتكوين، والبيتكوين كاش، وعملة الدولار الأمريكي الرقمي.

## روابط خارجية
- الموقع الرسمي